# Линник, Александр Николаевич
Александр Николаевич Линник (1893, село Великий Выстороп Лебединского района Сумской области — ?) — украинский советский деятель, новатор сельскохозяйственного производства, председатель колхоза «Путь Ленина» Лебединского района Харьковской (теперь — Сумской) области. Депутат Верховного Совета СССР 1-го созыва.

## Биография
Родился в бедной крестьянской семье. Батрачил.
Служил в Красной армии, участник Гражданской войны в России.
С 1925 года — председатель сельского потребительского общества. В 1928—1929 годах — заведующий сельского дома культуры. В 1929—1931 годах — председатель сельского совета Лебединского района.
Кандидат в члены ВКП(б) с 1930 года.
В 1931—1932 годах — агент по хлебозаготовкам Лебединского района. В 1932—1933 годах — ответственный секретарь Лебединского районного совета Общества содействия обороне СССР.
С 1933 по 1937 год — председатель колхоза «Путь Ленина» села Горки Лебединского района Харьковской (теперь — Сумской) области.
Член ВКП (б) .
В 1937—1941 годах — председатель исполнительного комитета Лебединского районного совета депутатов трудящихся Сумской области.
Во время Великой Отечественной войны в 1941 году, по постановлению бюро Сумского обкома КП(б)У, был оставлен в тылу для руководства всей подпольной и партизанской работой в Лебединском районе и назначен 1-м секретарем Лебединского подпольного районного комитета КП(б)У, но к работе не приступил, потому что 9 октября 1941 эвакуировался в восточные районы СССР.
В 1943 году вернулся из эвакуации и несколько месяцев работал секретарем Лебединского районного комитета КП(б)У Сумской области.
Затем был на партийной работе в западных областях Украинской ССР.
С 1946 года — директор Лебединской мебельной фабрики, директор Лебединской швейной фабрики, председатель сапожной артели «Новая жизнь» в городе Лебедин Сумской области.
С 1956 года — персональный пенсионер.

## Награды
- орден Красного Знамени (1920)